# Anticarsia giloloensis
Anticarsia giloloensis är en fjärilsart som beskrevs av Swinhoe 1919. Anticarsia giloloensis ingår i släktet Anticarsia och familjen nattflyn. Inga underarter finns listade i Catalogue of Life.